# Mattuschka
Mattuschka ist ein Familienname. Zu Herkunft und Bedeutung siehe Matuschek.

## Namensträger
- Heinrich Gottfried von Mattuschka (1734–1779), deutscher Botaniker
- Mara Mattuschka (* 1959), österreichische Filmregisseurin und Performance-Künstlerin
- Torsten Mattuschka (* 1980), deutscher Fußballspieler